# فكرة فابتسامة (كتاب)
هو أحد مؤلفات الكاتب يحيى حقى أو كما يسميه البعض عازف الكلمات، الكاتب الذي لا يشبه أحدًا ولا يشبهه أحد في أسلوبه وكتاباته المستمدة من روح الشعب وطبقات المهمشين من المجتمع المصرى، والكتاب يضم مجموعة من المقالات أو كما يسميها الكاتب «اللوحات» المتتابعة، ولوحاته هذه لا توجد بينها صلة عضوية إلا أن أغلبها يقدم نقدا ساخرا لمواقف من الحياة الاجتماعية في ذلك الوقت ليست كلها على درجة واحدة من الهدوء والصفاء، كما أنها ليست على درجة من الابتسام الوديع، بل تخفي وراء البسمة مرارة وغيظاً وعواطف أخرى، عرضها الكاتب مع تأنق لفظي ورقي في المعنى ساردًا تلك المواقف ببراعة شديدة حتى أصبح بين كاتب الأفكار والمبتسم صداقة وطيدة.

## أقسام الكتاب
ينقسم كتاب الاديب الكبير يحيى حقي «فكرة فابتسامة» إلى 3 اقسام، القسم الأول به 13 قصة والقسم الثاني به 7 قصص، والقسم الثالث به قصتان فقط. يبدأ القسم الأول بقصة بعنوان سيداتي انساتي ثم 3 قصص أخرى، يبدأ هذا الجزء قائلا: «سأقدم لك بلا مبالغة لوحات شهدتها بعينى تقززت لها نفسى أشد التقزز، قوام كل لوحة امرأة، وهذا هو سبب بلواى.» ويتناول أيضا في هذا الجزء مشكلات كالتدخين وغيرها. أما القسم الثاني فيبدأ بـ «البلطة والشجرة»، ثم «الحكاية وما فيها» وهي مسرحية من 3 فصول، وبعدها تأتى مقالات مثل: «فضائل في الثلاجة»، و«بيني وبين صديق»، و«خرج ولم يعد»، و«سبعة في قارب». أما القسم الثالث والاخير ففيه «هذا الجمهور»، عن كازينو الورد في روما امام مسرح صغير. وأخيرا «اعترافات لا تقال الا لصديق»، وفيه اعترافات للاديب يحيى حقى في مرحلة بداية الكتابة وختمها بقوله «لم اقرأ هذه المؤلفات في صنعة القصة وفضلت ان اتعلم كما يقال من منازلهم بالمعاناة والتجربة وتأمل آثار كبار الكتاب وهم اساتذتى وائمتى واحبائى».

### الجزء الآول

#### سيداتى آنساتى.
يقول يحيى حقى في مقدمة كتابه «فكرة فابتسامة»: «معبد الشعر مغلق في وجهى بالضبة والمفتاح، لا أملك الدخول إلى محرابه ولو من سلم الخدم، فإنى أرها أسمى من أن أخاطبها بالنثر...»  ، ويؤكد أن تحسّره على عجزه عن كتابة الشعر من أكبر الأدلة على علو قدر المرأة عنده، ومن حقها أن تصاغ لها قصيدة جميلة مستمدة من قبس جمالها، ورقيقة من وحي رقتها، فهو بذلك ينفى عن نفسه تهمة التحامل على المرأة، لان قوام كل لوحة من لو حاته في هذا الجزء امرأة.

##### اللوحة الأولى: فاتن
في المقال الأول يسلط يحيى حقى الضوء على مشكلة اجتماعية كبيرة وهي سوء معاملة السيدات للخادمات، كما يصور لنا الفجوة بين الطبقات الاجتماعية في ذلك الوقت، فها هي السيدة الغنية تحدد أجرا للخادمة «تصرف مثله أو أكثر منه في ليلة واحدة ثم أبت ان تتزحزح عنه (إذا كان يعجبك..) فقبلته الخادمة صاغرة ودعت بسعة الرزق وطول العمر.» أما فاتن فهى ابنة الخادمة التي ترفض «الست» بشدة ان تظل هذه الطفلة الرضيعة مع أمها الخادمة أثناء وقت العمل قائلة: «احنا عاوزينك وحدك، شوفى لك صرفة في بنتك...» وتحاول الخادمة أن تستعطف سيدتها لكن تبؤ كل محاولاتها بالفشل وينتهى الموقف بان تتمنى الخادمة لو ان طفلتها هذه ماتت قائلة: «لو كنتِ تموتى..».

##### اللوحة الثانية: لدغ أقسى من الصفع!
اللوحة الثانية المرسومة في مقال يحيى حقى الذي يحمل اسم «لدغ أقسى من الصفع!» هو امتداد بشكل أو بآخر للوحته السابقة «فاتن». ففيه يلقى حقى المزيد من الضوء على المشكلة نفسها، ولكن هذه المرة بطل الموقف فتى فلاح يتيم تعهدت «الست» بتهذيبه وتعليمه ليعمل في خدمتها بعد ان تابت عن استخدام النساء_نظرا لأن في قلبها شعور غامض أن عدوا مجهولا قد سرق منها شيئا لا تعرف ما هو _ ونغصت حياة زوجها حتى ظفر لها من الريف بهذا الصبى. ومضى زمن فاذا بالفلاح الجلف ينقلب إلى فتى متمدين، وظن ان الله قد عوضه عن اليتم والتلطيم باسرة يلوذ بها، ولكنه ارتكب ذات يوم حماقة ما، فنودى عليه وذا بالشتائم والسباب تنهال عليه من ال«بك» ثم قبل اعتذار الفتى، فاغتظت زوجته لتساهله فتدخلت بالمدفعية الثقيلة بان استخرجت الست الفيلم القديم وانهالت بالسباب والإهانة على الفتى قائلة: «جرى ايه يا واد أنت اتفرعنت قوى. لابس بدلة وعامل أفندى... نسيت يوم ما جيت لنا... جلابيتك مقيحة مفيهاش حتة على بعضها... مدّناك وعلمناك وبقيت بنى آدم وبعد الفلس واللظى بقا في جيبك فلوس تشخشخ بيها ومتنامش ليلة جعان ولا طفحان مش مليان دود» فتمنى الفتى أن تصفعه بكفها ولا تذله وتهدم كرامته بلدغ العقرب. فما كان منه الا ان اعتذر لها.

##### اللوحة الثالثة: خمسة صاغ
هذه المقالة تحكى لنا معاناة أم محمد الغسالة السيدة الهزيلة التي تتحمل مسئولية عائلة مكونة من ستة أيتام، وتتحمل من أجلهم المتاعب فتجلس أمام الطست وتظل يداها تدعكان بلا انقطاع من مطلع الصباح إلى ما بعد الظهر،  معروفة باتقانها فغسيل أم محمد نظيف كالشمع، الزهرة مضبوطة، لم ينضج منها ثوب ملون على ثوب أبيض، ما ضاع منها منديل ولا سقط في الطريق قميص، ولكن لأم محمد عيبا غريبا لم تنعقد المودة بسببه بينها وبين ستات البيوت،  فهم يرونها مخبولة، فبمجرد أن تجلس أمام الطست «تعدد» كأنها في مأتم، بنغم حزين يفتت الصخر. وذات مره أتفقت إحدى السيدات مع أم محمد على أن تغسل لها كل يوم اثنين مقابل جنيه واحد في الشهر، وظل اتفاقهما سارى لمدة عامين، لم تخلف أم محمد قط موعدها، أجرها غير مرتبط بأسعار الأكل والشرب، الجنيه هو الجنيه لم يتغير!. وكانت لدى الست صبية صغيرة تخدمها رأتها الست يوما ما جالسة تستريح لحظة فززتها من مكانها وطلبت إليها أن تفعل شيئا،  فجمعت الخادمة المناديل والجوارب وغسلتها أحسن غسيل، وفي يوم الاثنين التالى صبرت الست حتى أتمت أم محمد الغسيل وقالت لها: «شوفى يا أم محمد.. من هنا ورايح ح نشيل عنك المناديل والشرابات، وعلشان كده ح نخصم من أجرتك خمسة صاغ.» 

##### اللوحة الرابعة: عشرة كيلو شايلة عشرة كيلو
نشرت هذه المقالة في جريدة "المساء" بتاريخ 29 مايو 1961، ويتناول فيها الكاتب يحيى حقى نفس موضوع لوحاته الثلاثة السابقة وهو سوء معاملة الخادمات، تدور أحداث الموقف في أحد المواصلات العامة، وهي مثيلاتها كثيرات في المترو والأوتوبيس تتصارع مع باقى الركاب أثناء صعودها ونزولها، هي سيدة ككيس القطن،  فيعلق الكاتب على ذلك قائلا: «يارب.. كيف يمكن أن يوحى وجه امرأة بمثل هذا الغلظ والجمود، تجلس أمام وتأخذ تنظر إلى الخلق كله _لا إلىّ وحدى_ شزرا وبحنق شديد، حينئذ أتمنى أن أكون أنا المفتى وتعرض علىّ قضيتها لأكتب بالثلث على الملف 'حلال فيها الإعدام' ...»  لهذه السيدة الضخمة ابن يزن عشرة كيلو، كثير الحركة كالزئبق، يخوض أجساد الركاب بحذائه ليصل إلى الشباك، تتركه أمه لطفلة صغيرة لا يزيد وزنها هي الأخرى عن عشرة كيلو، حقها ان تدلل هي الأخرى،  تنوء بحمل الصبى ولا يُرى في عينيها أقل أثر للهم، بل تحوطه بذراعيها. ويتعجب الكاتب من غلظة هذه السيدة التي تمتد يدها أكثر من مرة لتعدل ثوب ابنها ولم تمتد ولو مرة لتربت على كتف خادمتها الطفلة الصغيرة وتصبرها أن المشوار قصير. وإذا جاء الكمسرى تقول له بالفم المليان «تذكرة ونص»،  فتمنى يحيى حقى أن يقول لها ساخرا: «النص لك أنتِ لأنك رغم ضخامتك لستِ إنسانة كاملة، والتذكرة لهذه الصبية لأنها تقوم بعمل يعجز عنه بعض البالغين».

### الجزء الثانى

#### أنا خرمـان.
نشرت هذه المقالة في «المساء» بتاريخ 1 مايو 1961، ويتناول فيها الكاتب يحيى حقى تأثير العزومات على استمرار التدخين. فيصف يحيى حقى السيجارة بالمحشوة خبثا... تصبح نجاسة عفنة تلوث كل شئ تلمسه إذا دبت فيها الروح، وروحها من نار جهنم، هذه السيجارة ماذا فعلت بأناس هم مع الأسف ولسوء الحظ كرام أهل حياء، فإذا بحصن حياتهم المنيع لا ينهدم إلا أمام سحرها. تلك السيجارة تمثل لهم أحيانا حلا مؤقتا لمشكلاتهم العويصة، وبالتأكيد هو الهروب من المشكلة عن طريقها. ومن أهم أسباب تمسك المدخنين لتلك اللعينة هو تشجيع الآخرين والعزومات، يتظاهرون بالتعفف عنها عندما يعزم عليهم بها أحد الأصدقاء، ومنهم من ينافق أو يكذب من أجل الحصول عليها، ومنهم من يبتعد عن طريق اللف والدوران ويطلبها من صديقه صراحة. يقول يحيى حقى: لهفى على هؤلاء الضحايا جميعا، على بيوت كثيرة يسودها النكد من لوم الزوجة لرجلها أنه يصرف ثلث مرتبه في شرب الدخان، فيقول لها انه يفعل هذا من شدة ضيقه بلومها.. من أي طرف تنحل هذه العقدة المفرغة. ويتعجب الكاتب ممن تركوا أنفسهم عبيدا لهذه السيجارة اللعينة، كما يتعجب ممن تحملوا الفقر والجوع ولم يصبروا على فراق السيجارة لبعض الوقت، فيقول: كل هذا من أجل شئ دخل حياتنا وسيطر علينا، يكفى للدلالة على سلطانه أن اسمه أصبح رمزا لأجر القواد، وتحليلا للرشوة: حق الدخان.

### الجزء الثالث

#### أين تأكل اليوم؟
يوضح يحيى حقى في هذا المقال كرهه لاكل السوق وتفضيله للاكل البيتى. فيقول أن من أكبر النعم التي يحمد الله عليها هي الطعام الذي تعده له زوجته، ولكنه أحيانا يقرر أن يأكل في البلد وحده أو كما يسميه هو «على حل شعرى»  فيحتار في المكان الذي سيأكل فيه، فهو ليس من كبار الأغنياء حتى يقصد أحد المطاعم المبجلة التي تجد فيها خادما في زى بطل من أبطال ألف ليلة وليلة يستقبلك باحترام  وتعج بالخدم، فلا يبقى أمامه سوى محل السندويتشات، والمفروض ان السندويتش هو رغيف، ولكنك ستجده لقمة، وهذا الطرشى الذي يأتى منهريا في طبق صغير مبلل، امتحان صغير لحاسة الذوق  فلا فرق فيه بين طعم الجزر من اللفت من الخيار، اثنين من مثل هذا الشندويتش أو حتى أربعة لا يصلحون وجبة كافية. الاختيار الآخر هو أن تأكل في مطعم فول وطعمية ومثل هذه المطاعم منتشرة في القاهرة فلا تكاد تسير خطوتين حتى تجد مثل هذا المطعم الذي يبدوا بسيطا ويخيم الصمت عليه، المفروض انك تدخل وتأكل وتخرج وكل ما فيك ينطق بأنك من المعذبين في الأرض  فالفول المدمس غذاء دسم شهى رخيص وان كنت تحتاج لنصف كيلو من الشطة المستخدمة لكى تحس فقط بلسعتها، فضلا عن الملح الغريب الشكل وسوء النظافة. وقد تأخذك قدماك إلى المطاعم التي تبيع لحمة الراس أو الطبيخ ولا تجد اى من الاصناف المكتوبه في قائمة الطعام الخاصة بالمطعم وغيره الكثير. وحين تبلغ حيرة كاتبنا إلى مبلغها فيقف في الطريق ويدعو الله ان يمر به صديق غنى يعزه ويعزمه أن يأكل معه على حسابه، ولو في مطعم فول أو حتى في مسمط، فإن دفعه للثمن سينسيه كل تأفف بغيض لا تقوى النفس الضغيفة المترددة عن مغالبته. نشرت هذه المقالة في جريدة "المساء" بتاريخ 17 أبريل 1961.

#### الوصايا العشر في سوق الخضار
وهي وصايا هامة يجب اتباعها في سوق الخضار عند الشراء والبيع والفصال وعند شراء الفاكهة وقد نشرت هذه المقالة في جريدة الأهرام بتاريخ 18 أكتوبر 1960. ذات مرة دُعِىَ الكاتب يحيى حقى إلى مأدبة عند أحد أصدقائه احتفالا بنجاح ابنته بتفوق في شهادة التدبير المنزلى. وما أن وصل يحيى حقى إلى بيت صديقه قبيل الظهر فأخبره الصديق بأن أبنته ستتولى أمر اعداد الطعام بأكمله من أول شراء اللحم والخضار والفاكهة وحتى أعداده، كما أبلغه أن أبنته قد خرجت إلى السوق منذ ساعتين ولم تعد حتى الآن. وبعد قليل دخلت الأبنه تلهث، محملة بالأكياس واللفائف، ووجها مشرق بسعادة كبيرة،  ولكن سرعان ما انقلبت سعادتها إلى غم وحنق حتى أرادت أن أن تكشف عن مشتريتها افتخارا بشطارتها. يصف لنا يحيى حقى المشتريات التي خدعت فيها الإبنه قائلا: «ففردت لنا أولا عن لحافا أغبر يشبه نسيج هذا الورق الذي تصنع منه نعال الأحذية هذه الأيام داخله هبرة جيلاتينية منكمشة ... ثم قدمت لنا قرطاسا معبأ بأربع ثمرات منتفخات لها إلى التين نسب قريب ... ومن تحتها زبل من حبات خضر جامدة كالحجر، وأخريات مبقورة البطن ... تفوح منها رائحة حامضة.»  فدقت البنت على صدرها، وكادت الدموع تنزل من عينيها، وأقسمت أنها حرصت على أن انتقاء المشتريات بيدها ولا تدرى ماذا حدث. فأيقن يحيى حقى انه ليس الضحية الوحيدة وأخبر صديقه أن ما حدث من غش الباعة لابنته يحدث معه يوما بعد يوم فتمنى لو أنه عكف على تأليف كتيب يسميه «عشر نصائح أخوية في شراء الفاكهة المستوية»  ولكتب فيه:
النصيحة الأولى: ان كنت ممن لا يؤمنون بأن الحسنة الخفية هي في البيع والشراء فإياك أن تشترى الفاكهة وأنت جالس على القهوة من بائع سريح.
النصيحة الثانية: إياك أن تشترى الفاكهة من عربة بد في الليل تحت المصباح اللوكس، أصحابها لهم صناعة عجيبة في رص جدران بضاعتهم بفاكهة جميلة تغرى السائرين، وفي الحوش السماوى ثمار معطوبة تتستر بالظلال.
النصيحة الثالثة: إذا اشتريت من دكان فإياك أن يغيب الكيس عن نظرك لحظة واحدة إذ يتحقق في ساحته بقدرة قادر تناسخ للأكياس ...
النصيحة الرابعة: ان اتفقت مع البائع أن تعطيه ثمن أعلى من أجل أن يتركك تختار كما تشاء، فسيرحب بك على الفور ولكن ثق أن الكيس الذي ستعود به إلى دارك لن يختلف مقدار ثمرة واحدة عن الكيس الذي لم يدفع صاحبه هذه العلاوة التي هي أشبه بالرشوة.
النصيحة الخامسة: إياك أن تؤمن بأن لقب «زبون قديم» يرتب لك عند البائع حقوقا تزيد عن حقوق الزباين الطيارى.
النصيحة السادسة: إياك أن تستعمل سلاح التهديد بأن تقول للبائع «إذا لم ترضينى فلن أعود إليك» فهو مثل العقلاء جميعا يدرك أن هذا هو أسخف تهديد.
النصيحة السابعة: إياك أن تشترى من دكان قبل أن تدرس جغرافيته وتضاريس سواحله، ففى أغلب الدكاكين نوعان من الفاكهة، واحد «بايت» ردىءللعبط والهلافيت، وآخر جيد طازج مخبأ تحت الرفوف أو في الأركان.
النصيحة الثامنة: في بواكير مواسم البطيخ إياك أن تشترى منه قبل أن تقرأ سجل المفاوضات بين مصر وانجلترا لأنك ستحتاج إلى مفاوضة صاحب الدكان مفاوضة طويلة بين الكواليس، ثم التظاهر بتبادل العرض والطلب في جلسة علنية، وإذا تفضلت أيضا وقرأت تقارير مكتب مكافحة المخدرات فإنك تحسن صنعا، وإذا ظفرت مع ذلك ببطيخة واحدة حلوة حمراء من كل ثلاثة قرع مواسخ فاعتبر نفسك محظوظا.
النصيحة التاسعة: لا تشترى الفاكهة من سوق الجملة، فثمنها ونفقة نقلها يساوى ثمنها عند بائع الفاكهة الموجود تحت المنزل، ناهيك عن الوقت الضائع والعناء بسبب الزحام والصراخ والعرق والغبار والذباب ونتش أطراف الملابس.
النصيحة العاشرة: وأخيرا إياك أن تخجل واقتد بأصدقائى حين أدعوهم للأكل عندى وأقدم لهم سلة فيها مختلف الفاكهة فلا يقنعون بصنف واحد أو بمقدار مهذب، بل يأكلون منها كالمفجوعين، لا استغلالا لى أو نكاية بى بل انتقاما في شخصى الكريم من جميع بائعى الفاكهة.

#### حجاب لدوام المحبة
كتب فيه يحيى حقى عدة مواقف، الموقف الأول: «لو كنت قلت لي»، والثاني «رحت اشتكى له همى رجعت شايل همومه» والموقف الثالث «خيار وفاقوس» والرابع «الحائط المائل»، و«يا اولاد الحلال» وقصة «العازول والعوازل» ثم قصة «مطاردة المتسولين» وبها يوجه بعض النقد الساخر لصور منقوله عن بلادنا ومجتمعنا.

#### تاريخ من نوع جديد
وينقسم إلى فصلين فقط، ويذكر فيه بعض النكبات مثل فصل «النكبة الأولى.. اقتران بين الذكاء والكذب» والفصل الثانى «طلاق بين السحر والطب»، و«انا والنسيان ودواه»، وفيه يحكى مشاكله مع ضعف الذاكرة وصعوبة تذكر الأسماء والتواريخ.

#### فرتكه وقلة بركة
وهذا المقال عن العلاقة بين الإنسان وما يواجهه في حياته من مشكلات وهموم ومتاعب.

#### حكايات تريح القلب
وهي عن الاصدقاء ممن يتغيرون ويختلفون باختلاف الزمان.

#### إلى اصدقائى السياح
ويتحدث فيه يحيى حقى عن تصنيف السياح إلى أنواع مثل السائح عداد الكرسى والسائح البالون والسياح القوافل والسائح المكتشف.

### القسم الثانى
يبدأ هذا القسم بـمقالة تحتوى على حوار يدور بين «البلطة والشجرة»، ثم «الحكاية وما فيها» وهي مسرحية من 3 فصول، وبعدها مقال بعنوان «فضائل في الثلاجة» عن المواقف التي تزداد تعقيدا بسبب نسياننا لبعض الفضائل، ويأتى بعدهم مقالات مثل «بيني وبين صديق» و «خرج ولم يعد» و «سبعة في قارب» الذي يتحدث فيه عن رحلته النيلية.

### القسم الثالث
ويبدأ بمقال بعنوان «هذا الجمهور» عن كازينو الورد في روما امام مسرح صغير، وعن فقرات البرنامج: الفقرة الأولى «الزمن يسرقه» والفقرة الثانية بعنوان «اننى فنان» والفقرة الثالثة «ماذا جرى لك»؟ والفقرة الرابعة «الفنان والجمهور» واخيرا «لماذا تخلف الفن عندنا»، وأخيرا «اعترافات لا تقال الا لصديق» وفيه اعترافات للاديب الكبير في مرحلة بداية الكتابة.
أعمال أخرى للكاتب يحيى حقى
المـــــؤلفات :
أولا : مجموعات القصص القصيرة :
1. قنديل أم هاشـــم، عام 1945.
2. دماء وطــين، عام 1955.
3. أم العواجز، عام 1955.
4. عنتر وجو لييت، عام 1960
5. سارق الكحل، عام 1985.
ثانيا : الروايــــــات :
صح النوم، عام 1959.
ثالثا : اليوميات :
خليها على الله، عام 1956.
رابعــا : الدراسات والمقالات :
1. خطوات في النقد، عام 1960.
2. فجر القصة المصرية، عام 1960.
3. تعال معى إلى الكونسير، عام 1969.
4. حقيبة في يد مسافر، عام 1971.
5. عطــر الأحباب، عام 1971.
6. ياليل ياعـــــين ، عام 1972.
7. أنشودة البساطة ، عام 1973.
8.ناس في الظـــل ، عام 1984.
خامسا : الترجمـــة:
أ - المسرحــيات :
1. دكتور كنوك ، لجول رومان ، سلسلة روائع المسرح العالمى ، عام 1960.
2. الطائر الأزرق ، لموريس مترلنك ، عام 1966 .
ب - روايـــــــات :
1. الأب العليــل .
2. لاعب الشطرنج لستيفان زقاينج ، عام 1973 .
3. البلطة - لميخائيل ساد وفيانو ، عام 1972 .
4. طونيو كروجر ، لتوماس ربمان
ج - أدب وصفـــى :
- القاهرة ، لدز موند ستيوارت ، عام 1969 .
هـ - مـــؤلفات عن يحيى حقـــى :
- يحيى حقى مبدعا وناقدا ، مصطفى إبراهيم حسن ، عام 1970 .
- سبعون شمعة في حياة يحيى حقى ، يوسف الشارونى عام 1975 .
الجوائز والأوسمــة :
- جائزة الدولة التقديرية في الآداب من المجلس الأعلى لرعاية الفنون والآداب والعلوم الاجتماعية ، عام 1967 .